# Chất hữu cơ
Chất hữu cơ, vật liệu hữu cơ hoặc chất hữu cơ tự nhiên đề cập đến nguồn lớn các hợp chất dựa trên carbon được tìm thấy trong môi trường tự nhiên và kỹ thuật, trên cạn và dưới nước. Nó là vật chất bao gồm các hợp chất hữu cơ đến từ phần còn lại của các sinh vật như thực vật và động vật và các chất thải của chúng trong môi trường. Các phân tử hữu cơ cũng có thể được các phản ứng hóa học không liên quan đến sự sống tạo ra. Các cấu trúc cơ bản được tạo ra từ cellulose, tannin, cutin và lignin, cùng với các loại protein, lipid và carbohydrate khác nhau. Chất hữu cơ rất quan trọng trong sự chuyển động của các chất dinh dưỡng trong môi trường và đóng vai trò giữ nước trên bề mặt hành tinh.
Năm yêu tật

## Hình thành
Các sinh vật sống bao gồm các hợp chất hữu cơ. Trong cuộc sống, chúng tiết ra hoặc bài tiết các vật liệu hữu cơ vào môi trường của chúng, thải bỏ các bộ phận cơ thể như lá và rễ và sau khi sinh vật chết đi, cơ thể chúng bị phân hủy do tác động của vi khuẩn và nấm. Các phân tử lớn hơn của chất hữu cơ có thể được hình thành từ sự trùng hợp của các phần khác nhau của vật chất đã bị phá vỡ. Thành phần của chất hữu cơ tự nhiên phụ thuộc vào nguồn gốc, chế độ biến đổi, tuổi và môi trường hiện có của nó, do đó chức năng hóa lý sinh học của nó thay đổi theo các môi trường khác nhau.